# Église adventiste du septième jour de Woluwe-Saint-Lambert
 (juin 2023).
 (septembre 2023).
L’église adventiste du septième jour est un équipement cultuel construit par Rémy Van Der Looven et Raymond Huyghebaert entre 1973 et 1975 pour une commande introduite par la Fédération belgo-luxembourgeoise adventiste dans le but de fournir un nouveau siège pour la communauté d’expression française. Les anciens locaux était devenu trop exigu et ne pouvait plus accueillir le nombre croissant des croyants à la fin des années 1960.

## Localisation
L'église est située dans la ville de Bruxelles, dans la commune de Wolluve-Saint-Lambert, au 15 Avenue d'Île d'Or. Bien que située à l'origine rue Ernest Allard, à la suite de la croissance rapide de la communauté adventiste, l'église a déménagé à son emplacement actuel.

## Histoire

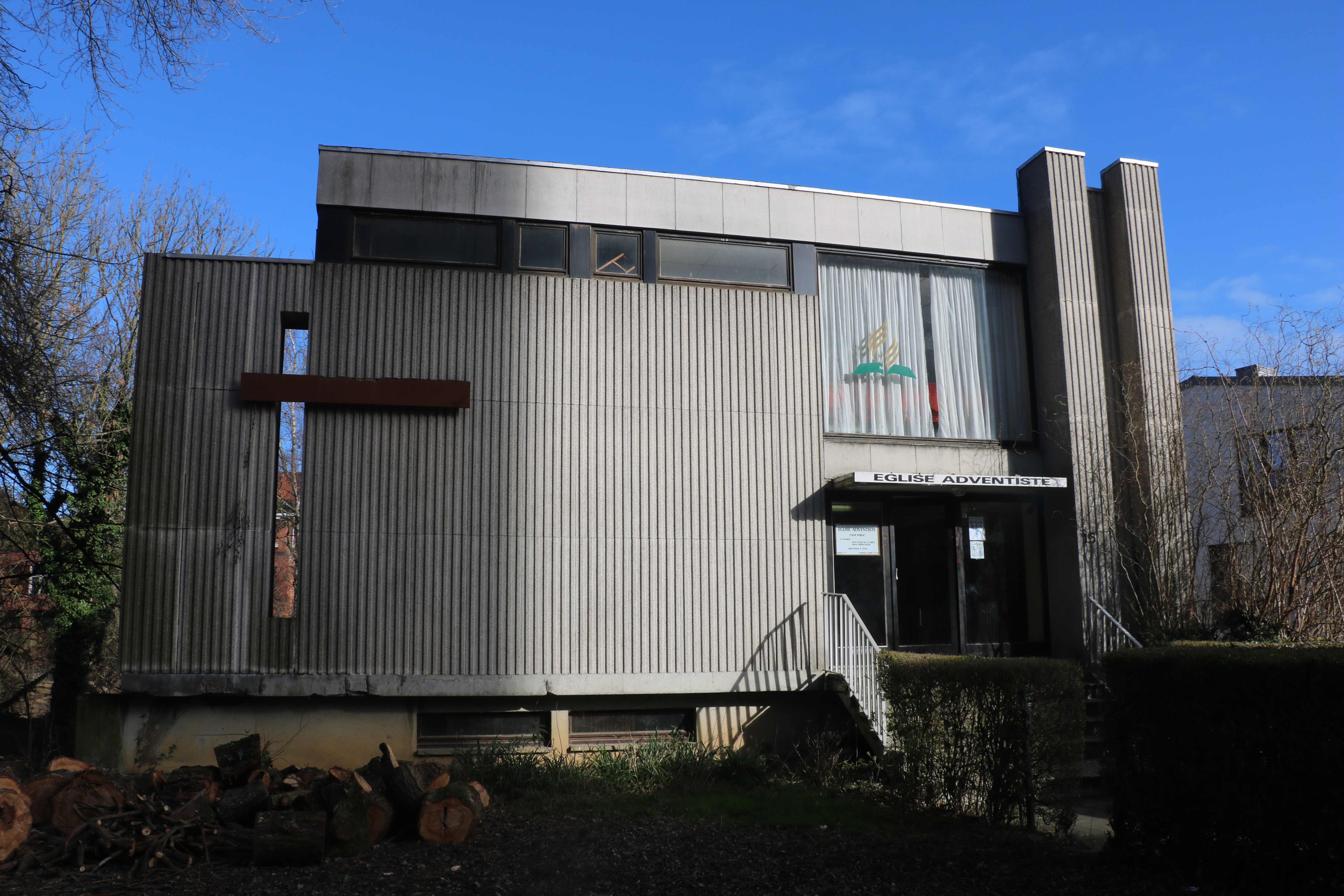
Église Adventiste à Bruxelles, façade principale (2023)

### Communauté Adventiste francophone à Bruxelles
À la fin du XIXe siècle, Bruxelles abritait deux communautés adventistes distinctes : une francophone et une flamande. En 1926, ces deux communautés se sont installées dans un bâtiment situé rue Ernest Allard, près du Sablon, qui appartenait auparavant au YMCA.
Au cours des années 1960, la communauté francophone a connu une croissance significative. Cependant, le lieu de culte était devenu trop petit pour accueillir tous les fidèles, nécessitant ainsi une solution rapide. Après avoir étudié la situation, le conseil de l'église a opté pour la construction d'un nouveau bâtiment, notamment grâce à des fonds promis par l'organisation mondiale. La Fédération belgo-luxembourgeoise a ainsi pu lancer le projet grâce à une offre mondiale spéciale.
Le pasteur Roger Lenoir, responsable de la communauté adventiste à Bruxelles à l'époque, s'est mis à la recherche d'un terrain approprié. Un terrain appartenant à la commune de Woluwe-Saint-Lambert s'est avéré être disponible et abordable. Plusieurs architectes et entreprises de construction ont soumis leurs plans et devis, et les travaux ont débuté en 1973, se terminant mi-novembre 1975.
Le premier service religieux a eu lieu le samedi 22 novembre 1975, bien que son ouverture officielle n'ait eu lieu qu'un an plus tard, en raison de diverses améliorations nécessaires, notamment pour l'aménagement des environs et les plantations. Il a fallu plus de 12 mois pour achever complètement les alentours de l'église.
La dédicace officielle du temple adventiste de Woluwe a eu lieu le sabbat 27 novembre 1976, en présence du président de la Section Sud, Edwin Ludescher, du président de l'Union franco-belge, Paul Tieche, et du président de la Fédération belgo-luxembourgeoise, Georges Cazaerck.
L'église est opérationnelle mais ouverte uniquement le samedi, jour du sabbat, pour les services religieux. Les cérémonies de mariage, de baptême et d'enterrement y sont également célébrées. De plus, elle abrite la jeunesse adventiste, qui est l'équivalent des scouts catholiques, dans les locaux du premier étage. La salle polyvalente est parfois mise à la disposition des réunions du syndicat des immeubles d'appartements situés en face.
L'église a été classée comme faisant partie de l'inventaire régional du patrimoine architectural de Bruxelles.

### Architectes
Pour la construction de l'église, deux architectes flamands ayant de l'expérience dans le domaine des édifices religieux ont été mandatés : Raymond (Ray) Huyghebaert  et Remy Van der Looven.

## Architecture
La construction de l'église a commencé en 1973 et s'est achevée en 1975. Des matériaux peu coûteux et rapides à mettre en œuvre ont été utilisés (béton préfabriqué, structure en acier...).

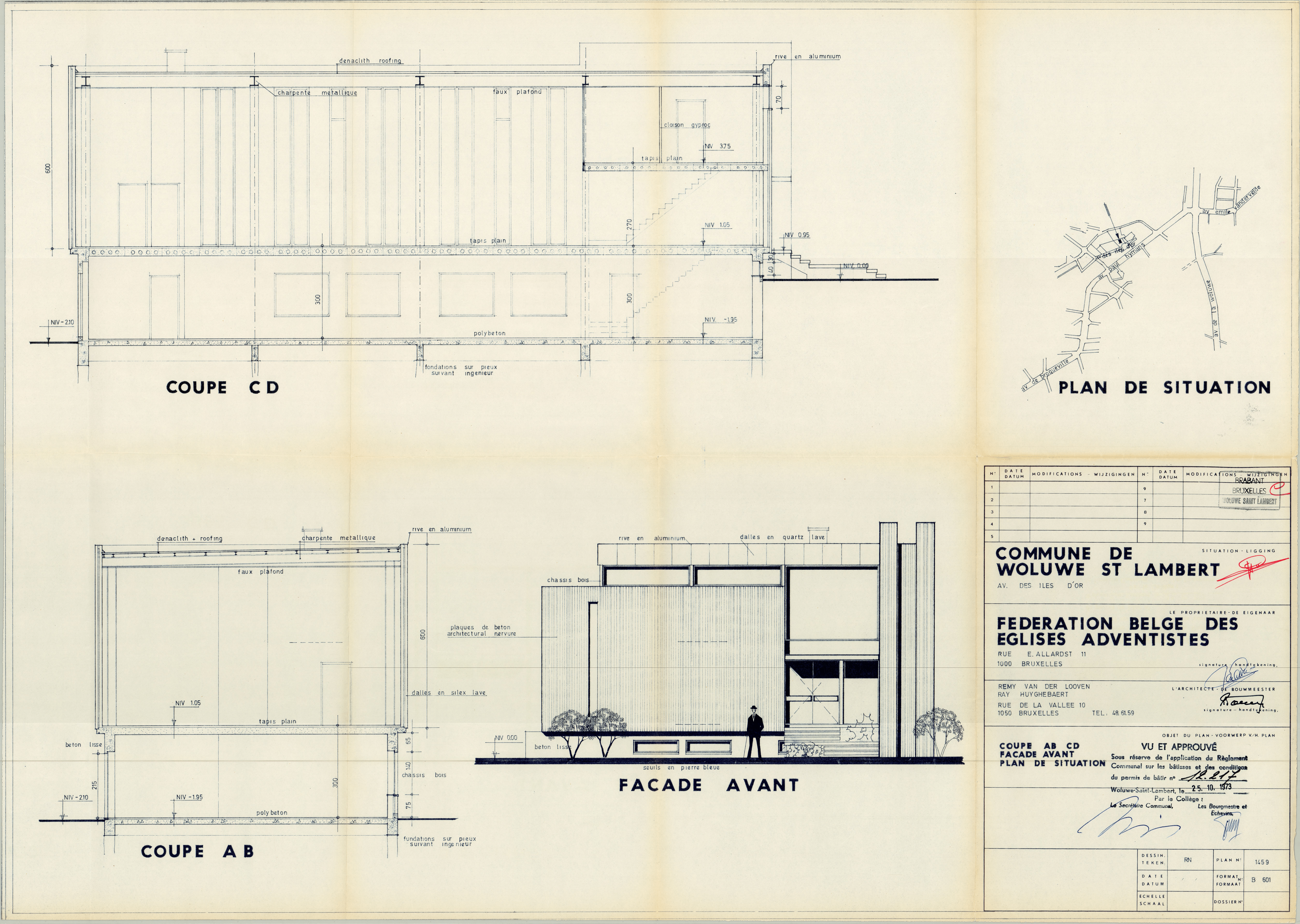
Coupes et elevation plan original

### Intérieur

#### Sous sol

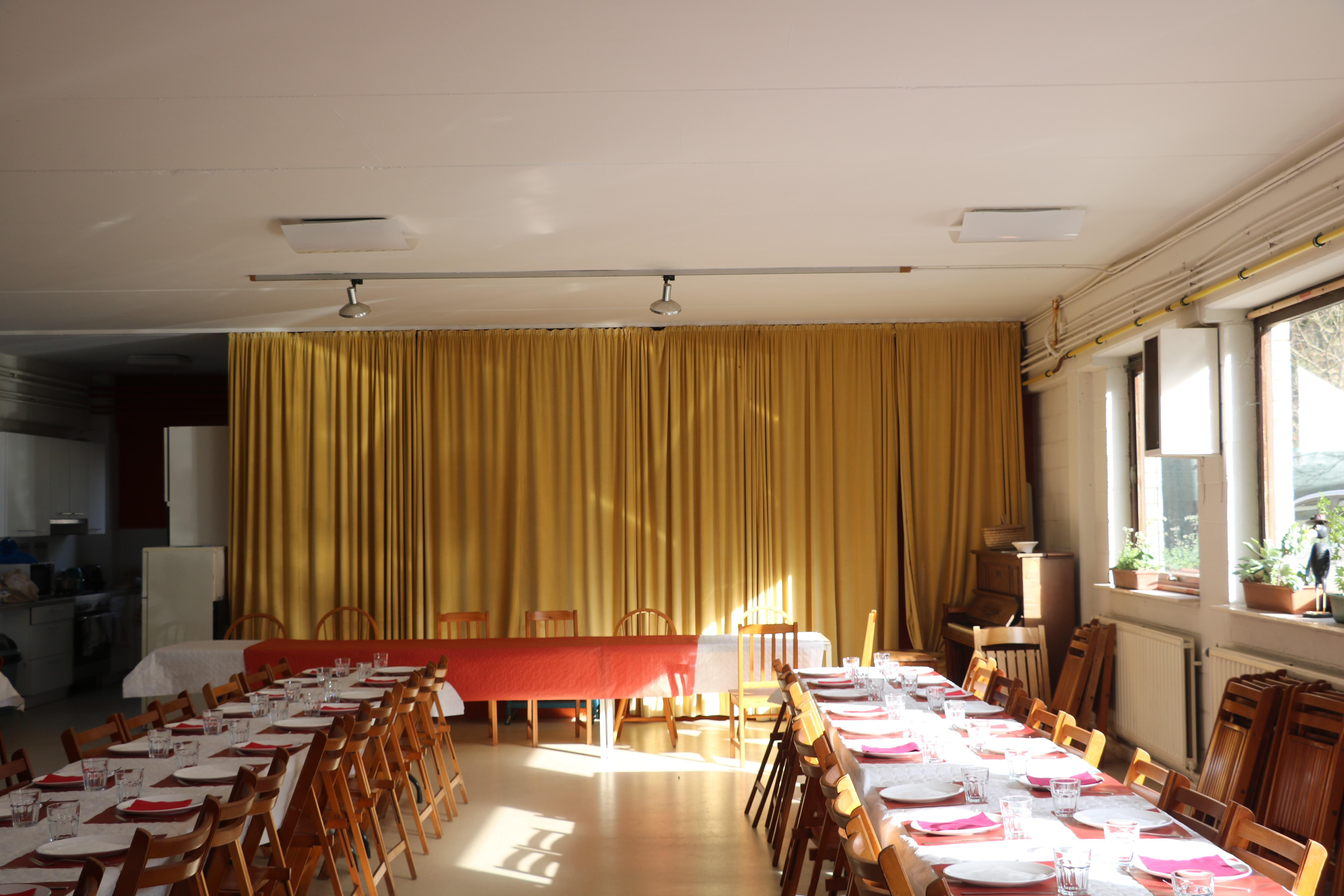
La salle polyvalent prête pour un grand repas communautaire

Le sous-sol du bâtiment présente plusieurs espaces dédiés aux services. On y trouve notamment une cuisine, une chaufferie et des sanitaires, ainsi qu'une salle polyvalente utilisée pour l'organisation d'événements et de réunions. Le plan du sous-sol est de forme rectangulaire, avec deux cages d'escaliers situées aux extrémités. L'une de ces cages d'escaliers relie le sous-sol à une salle de rangement située au premier étage, tandis que l'autre est connectée au hall d'entrée et mène au deuxième étage.
Le plan du sous-sol est rectangulaire et comporte des espaces de services situés aux extrémités, permettant ainsi une organisation pratique des fonctions. Au centre, une grande surface est réservée à la salle polyvalente. Celle-ci bénéficie d'une double porte donnant sur la façade latérale de l'église, en plus de l'entrée de service située à l'arrière, du côté nord. Cette disposition permet d'optimiser l'utilisation de l'espace en regroupant les espaces de services et en créant une zone centrale ouverte pour la salle polyvalente. De plus, l'accès facilité à la fois depuis l'extérieur de l'église et depuis les autres étages favorise la fonctionnalité et la polyvalence de cette salle.

#### Rez de chaussée

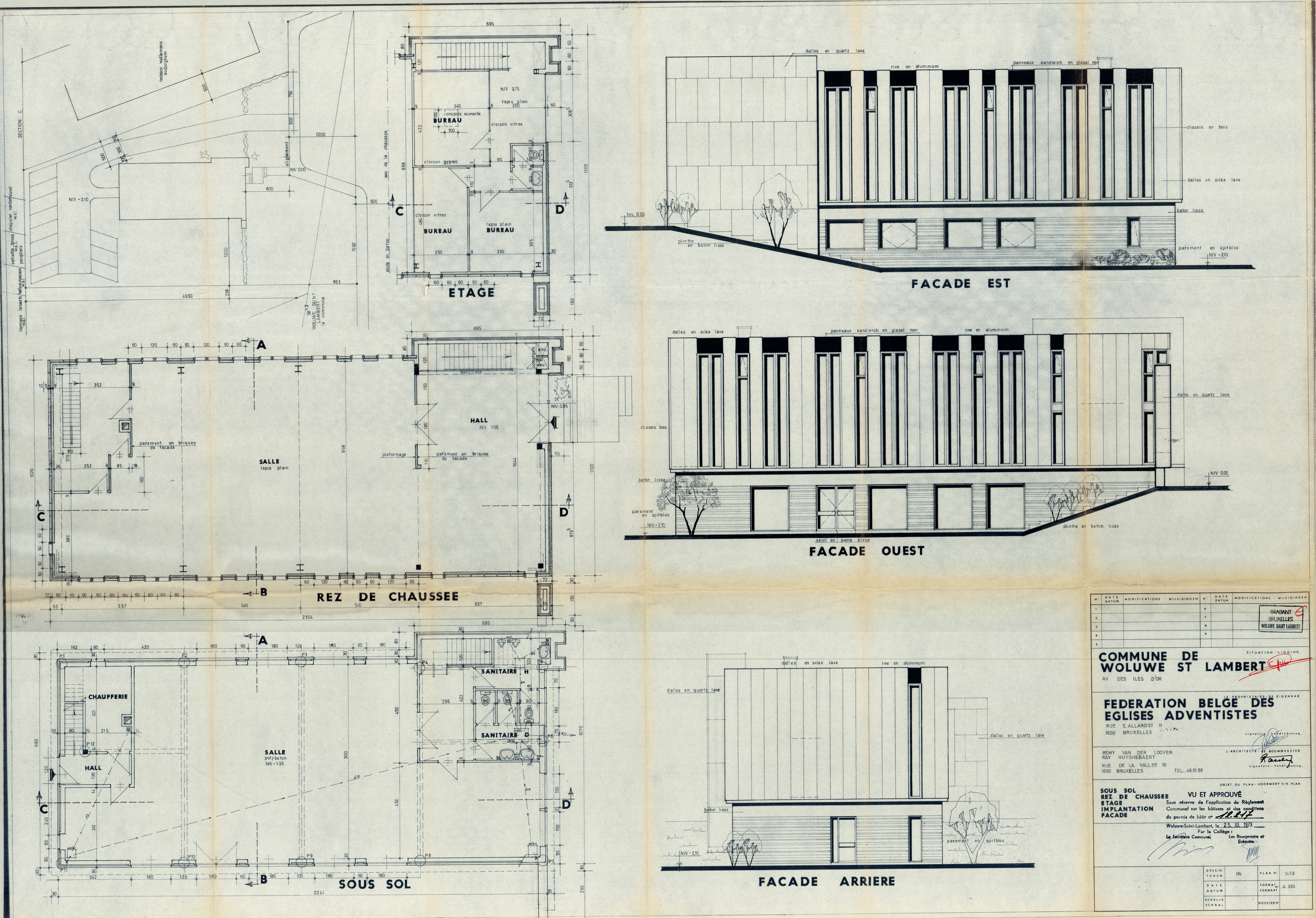
Élevations et plans originaux

L'entrée principale du bâtiment se au rez-de-chaussée, donnant directement accès au hall d'entrée et au vestiaire avant d'entrer dans la salle de culte qui bénéficie d'une double hauteur. Cet étage se distingue non seulement par sa volumétrie, mais également par l'apparence unique de sa structure métallique apparente et de son revêtement en brique. La salle de culte dispose de plusieurs œuvres d'art et conserve des lampadaires du mobilier originale. L'atmosphère artistique et esthétique de la salle ajoute une dimension supplémentaire à l'expérience spirituelle des fidèles. Au niveau de l'estrade, un bassin de baptême a été intégré, conçu de manière à être dissimulé au public lorsqu'il n'est pas utilisé.

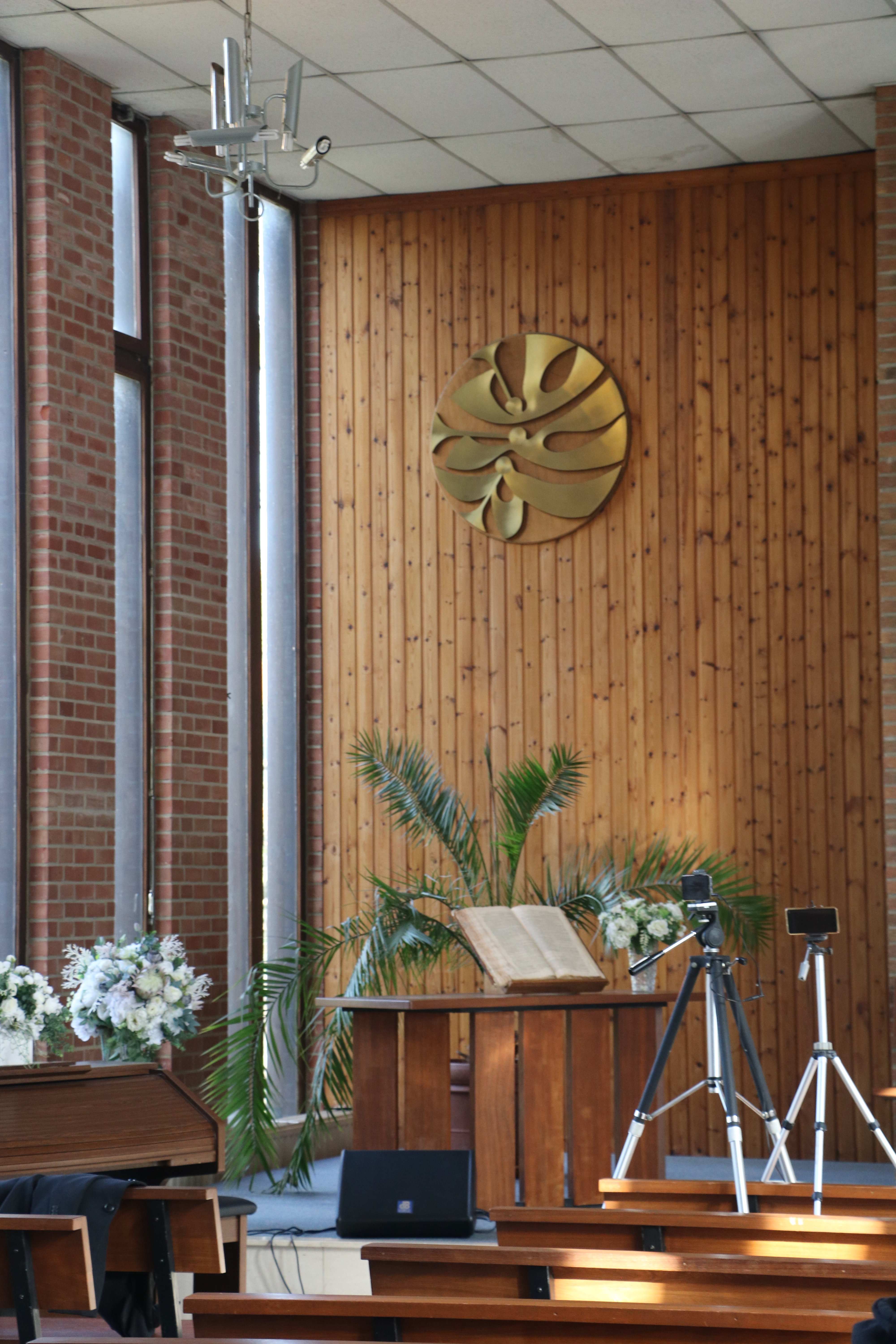
Vue du podium depuis les bancs de l'entrée

#### Premier étage
Au dernier étage on trouve trois salles d’apprentissage ainsi qu’un sanitaire superposé sur le hall d’entrée et qui donnent sur la salle de culte. Afin d’optimisée la luminosité, un puits de lumière est ajouté à la plus grande salle d’apprentissage. Une de ces chambres profite d’une baie vitrée donnant sur la salle de culte, et permet au mères et leurs enfants d’assister au sermon de manière discrète.

### Extérieur
Dans la conception de Rémy Van Der Looven et Raymond Huyghebaert, les façades sont animées par une alternance de panneaux de la marque Pandal et des fenêtres minces et verticales avec un châssis en bois de méranti. Dans le volume générale, on remarque une différence de dimensions qui fait que le volume supérieur, qui abrite la salle de culte, repose sur une assise en parement de briques, intégrant quelques baies carrées découpées.
La façade avant se distingue des trois autres par ses caractéristiques uniques. D'abord, on y trouve une porte d'entrée qui est accessible par six marches. Juste au-dessus de cette porte, se trouve une fenêtre de même largeur, créant ainsi une harmonie dans la façade. En regardant vers la gauche, on peut observer un mur plein avec une fine baie vitrée verticale, représentant la barre verticale d'une croix qui ensuite est complété par une bande en béton horizontale.
L’aménagement extérieur de l’église offre deux jardins à l’avant et l’arrière de l’église, ainsi qu’un parking sur la façade est.

### Structure
La structure en ossature métallique est constituée de pieux enfoncés à plus de 15 mètres de profondeur dans le sol pour assurer la stabilité sur le terrain marécageux. Les colonnes et les poutres de la structure ont été conçues par l'entreprise Franki. Au rez-de-chaussée et au premier étage, la structure est visible de l'intérieur, mais au sous-sol, elle est recouverte de béton. Les panneaux de l’entreprise Pandal sont utilisés comme revêtement extérieur. Ils ont été intentionnellement disposés verticalement par l'architecte, contrairement à la disposition horizontale habituelle. Ces panneaux sont entrecoupés par de grandes fenêtres s'étendant sur deux étages mais de faible largeur. Les châssis des fenêtres sont en bois de méranti. À l'intérieur, le sol de la salle de l'église est recouvert de tapis pour des raisons acoustiques, en addition, le mur arrière est en bois pour mieux absorber le son. L'estrade, qui intègre un bassin de baptême, est surélevée par quelques marches en travertin.